# 도나투스파
도나투스주의(영어: Donatism), 또는 도나투스파는 로마의 아프리카 속주 내에서 4~5세기에 번성했던 기독교 교파이다. 이들은 4세기 보편교회에서 이단으로 규정하였고, 급진적 분파주의(schism)로도 유명하다. 보편교회의 신학적 견해나 교리 차이에 대한 문제가 아니라 배교자 문제로 배교자를 용서하지 않는 급진적인 분리주의 입장을 지녔다. 4세기 초 로마제국 전역의 기독교 박해 기간에 발생한 기독교 배교자들을 용서하고 받아들이는 보편교회에 반대하며 배교자를 배격해야 순수한 신앙이라고 강조하였다. 배교에 용서 없는 신앙을 강조하는 급진파로 발전하며 기존 교회에 분리적 행동을 취했다. 배교자를 받아들인 보편교회를 부정하고 자체적인 지역에 교회를 구성하였고, 자체 주교를 이어가며 독자적인 교회의 모습을 유지하였다. 북아프리카의 알렉산드리아 주변에서 발생하여 카르타고에서 번성하였고, 이슬람 세력이 카르타고를 점령한 6세기 이후 흩어져 사라졌다.

## 도나투스파 개요
로마 제국 황제 디오클레티아누스(재위 284-305년)의 기독교 박해 시기에 많은 기독교도(성직자도 포함)가 극심한 박해를 견디지 못하고 기독교를 저버렸다. 박해시기 기독교 신앙을 버린 이들을 '배교자'(背敎者, traitores)라고 부르며, 이와 반대로 신앙을 지킨 자들을 '고백자'로, 목숨을 바쳐 신앙을 지킨 이들을 '순교자'라고 칭한다.
309년 로마제국의 박해가 끝나고, 313년 기독교가 공인된 이후 북아프리카 지역 교회는 배교자들을 구분하며 배교 행위에 따라 출교, 제재, 용서하는 과정을 거쳐야 했다. 이 과정 가운데 신앙을 지켰던 고백자들 가운데 용서를 수용하지 않고 배교자 전체를 출교시켜야 한다고 주장하는 급진파가 등장하였다. 급진파였던 도나투스파들은 배교자 색출과 처분을 강력히 주장하여, 기존 교회에서 자신들이 구별된다고 여기며 급진적인 분리주의자가 되었다. 이들은 배교자를 받아들인 보편교회 전체를 죄악에 물든 타락한 교회로 보고 자신들만이 유일한 순수한 교회라고 주장하였다. 이로 인해 보편교회는 도나투스파의 극단적 주장과 논리, 교회의 용서 행동을 죄악시하는 행태로 인해 이단으로 규정하였다.
이들 가운데 극단적인 폭력을 지향하는 집단도 나타났고, 이들을 '키루쿰켈리온파'(또는 시루쿰셀리온파, Circumcellions)라고 불렀다. 이들은 자신들의 의견에 반대하고 배교자 용서를 주장하는 기독교인에게도 폭력을 가했다. 그들은 당시 도나투스파의 문제를 지적하고, 배교자 용서를 주장했던 신학자 히포의 아우구스티누스를 암살할 계획까지 세우고 실행했으나, 실패하였다.
배교자를 받아들인 보편교회를 부정하였으나, 신학적이고 교리적인 전통은 보편교회를 따랐으므로 신학적인 교리를 변개하거나 새롭게 제정한 이단은 아니었다. 콘스탄티노폴리스를 중심으로 4세기 보편교회가 교회제도를 정립하자, 콘스탄티노폴리스에서 가까운 알렉산드리아 주변에서 서쪽으로 이동하여 카르타고, 지금의 튀니지 지역에 교회를 구성하였다. 자체 주교를 이어가며 독자적인 교회의 모습을 유지하며, 카르타고의 교회를 중심으로 활발히 활동하였다. 그러나 이슬람 세력이 카르타고를 점령한 6세기 이후 카르타고 도시 대부분이 파괴되며 흩어져 사라졌다.

## 형성 배경

### 전국적 박해
지역적이고 간헐적인 기독교 박해들과 데키우스 황제의 1년 정도의 박해가 있었으나 지역적이고 일시적인 상황으로 배교에 대한 문제가 크게 발생하지 않았다. 물론 로마 지역의 노바시아노파가 배교자에 대한 처우를 별도로 해야 한다고 주장하였고, 그 주장이 널리 퍼졌다. 그러나 노바시아노 생존시인 3세기 박해는 1년 정도의 박해로 4세기 7년 동안의 황제 숭배 박해와 배교자 인원 수는 훨씬 적었고, 사회적 영향이 적었다. 디오클레티아누스(재위 284-305년)의 칙령에 따른 국가 전역 수준의 박해가 발생하였다. 디오클레티아누스 황제는 303년 로마황제 숭배를 중심으로 하는 칙령을 반포했다.
이 박해는 303년부터 309년까지 로마제국 전역에서 7년 동안 지속되었다. 이로 인해 기독교인들을 범죄자로 간주하였고, 기독교 교회의 재산 압류, 성경과 기물 압류, 교회건물 훼손 등이 발생하였다. 황제 숭배를 거부한 기독교도를 체포하여 사형하거나 강제 노역을 시켰다. 이 중에 처형당하거나, 감옥과 노역에서 굶주림과 폭행으로 목숨을 잃어 순교자가 되었다.

### 박해에 대한 기독교인의 세 가지 모습
기독교도는 칙령에 따른 로마제국의 박해에 대해 세 부류로 나뉘었다. 기독교도들은 칙령 이후 박해를 피해 이주하거나, 박해에 적응하거나, 박해에 저항하였다.
이주한 기독교도들은 로마황제 숭배 칙령을 피해 생업과 토지를 버리고 로마제국 영향력이 적은 지역으로 옮겨 로마제국의 도시 주변에 공동체를 형성하거나 흩어져 지냈다. 여유가 있었던 귀족이나 무역 상인 출신들은 고향을 등진 외지 생활에 어려움이 크지 않았지만, 농부나 소상인들은 신앙으로 인해 고향을 떠나 황무지를 개간하는 등의 어려움을 겪었다.
박해에 적응한 이들은 소극적 순응자와 적극적 가담자로 나뉘었다. 순응자들은 고향에서 생업을 이어가며 로마제국의 예식에 참여 정도만 하는 이들이었지만, 적극적 가담자들은 로마제국의 기독교 박해를 직접 지원했다. 순응자들은 기독교인 신분을 숨기고 로마제국의 황제 숭배 예식에 참여하여 로마제국 명령을 따르거나, 예식에 불참하지만 예식참여 증명서를 구입하는 수준이었다. 가담자는 기독교인 색출과 처형을 돕거나, 공개적으로 성경을 불태우고, 교회 건물을 훼손하는 활동에 참여하였다. 가감자들 중에는 기독교인 색출을 도왔던 주교급 기독교 성직자들도 있었다.
기독교인을 고백하고 저항하는 이들이 있었며, 이들은 박해 이후에 교회를 다시 세우며 고백자와 순교자로 존중 받았다. 평화적으로 저항하는 고백자들과 격렬히 저항하는 무력 세력들이 있었다. 평화적이든 무력을 사용하든 이들 대부분은 재산을 몰수당한 후에 투옥형이나 노역형, 태형, 사형을 당했다. 동로마 지역에서는 무력으로 저항하는 세력이 등장하였다. 특히 동로마 지역 소아시아 교회의 기독교도들은 무력 봉기하여 로마제국에 대항하였다. 클레티아누스 황제는 즉시 로마군을 보내 무력봉기를 진압하고 처형하였으며, 다른 지역에 기독교도의 무력 저항이 발생하지 못하도록 칙령 실행을 강화하였다.

### 박해 이후 배교자 문제
305년 디오클레티아누스는 퇴위를 선언하였고, 그의 황제 숭배 칙령은 309년에 마무리되었다. 이로 인해 로마 제국 전역에서 7년 동안 일어난 기독교 박해로 기독교도들은 배교자와 고백자 그리고 순교자로 나뉘었다. 교회는 박해 기간에도 신앙을 지키고 고난을 겪은 고백자들을 중심으로 재건되었다. 이 과정에서 배교자들을 교회에서 수용할 방식과 태도에 대해 의견이 나뉘기 시작했다. 그리고 313년 로마제국은 기독교를 공인하였다.

## 성직자관
도나투스주의자들은 성직자들에 대하여 흠이 없는 완벽함을 요구하였다. 그 이유는 그들의 성례와 기도가 적절하게 집행되는 기본 근거를 삼기 위해서였다. 이것은 성례를 집행하는 자에게 성례의 효과를 묻는 성직자 중심의 결과를 낳았다. 웨스트민스터 신앙고백은 이런 오류를 반박하기 위해, 하나님의 약속이 중심이고 이것이 성령에 의해 유효하게 된다고 명시하였다.(27장 3)

## 카르타고 주교
도나투스파는 북아프리카의 카르타고에서 교회를 구성하고 일련의 주교를 따랐다.
- 마요리누스 (311–315년)
- 도나토 II 마그누스 (315–355년 / 347년 추방)
- 파르메니아누스 (355–391년)
- 프리미아노 (391–393년), 1차
- 막시미아누스 (393–394년)
- 프리미아노 (394–c. 400년), 2차

## 같이 보기
- 노바시아노파 3세기
- 펠라기우스파 4세기
- 히포의 아우구스티누스 신학자

## 참조
1. ↑  Norman F. Cantor, The Civilization of the Middle Ages, 1995:51f.
2. ↑  생업이나 출장 등의 이유로 로마황제 숭배 예식에 참여하지 못했던 일반 로마시민들도 예식 참여 증명서를 구입하였다.
3. ↑  Fesko, J. V., 1970-. 《The theology of the Westminster standards : historical context and theological insights》. Wheaton, Illinois. 319쪽. ISBN 978-1-4335-3311-2.